# Ophiothrix exhibita
Ophiothrix exhibita is een slangster uit de familie Ophiotrichidae.
De wetenschappelijke naam van de soort werd in 1905 gepubliceerd door René Koehler.